# Florence Delay
Pour les articles homonymes, voir Delay et Carrez.
Florence Delay (pseudonyme : Florence Carrez), née le 19 mars 1941 à Paris 15e où elle meurt le 1er juillet 2025,, est une comédienne et écrivaine française, membre de l'Académie française.
Elle écrit notamment des romans, des essais et du théâtre (en collaboration avec Jacques Roubaud) et traduit des textes de langue espagnole. Au cinéma, elle incarne Jeanne d'Arc sous la direction de Robert Bresson.

## Biographie

### Famille et formation
Florence Delay, née en 1941, est la fille de Marie-Madeleine Carrez et de Jean Delay, psychiatre et écrivain, membre de l'Académie française, et la sœur de Claude Delay, écrivaine et psychanalyste.
Elle est scolarisée au lycée Jean-de-La Fontaine à Paris.
Elle soutient une maîtrise en espagnol à la faculté des lettres de Paris, et obtient l'agrégation d'espagnol.

### Carrière
Elle devient par la suite maître de conférences en littérature générale et comparée à l'université Sorbonne-Nouvelle.

#### Théâtre et cinéma
Actrice, elle interprète, à vingt ans, le rôle de Jeanne d'Arc dans le film Procès de Jeanne d'Arc de Robert Bresson (1962),,. Plus tard, elle collabore à des films de Chris Marker, Hugo Santiago, Benoît Jacquot, Michel Deville.
Élève à l’École du Vieux-Colombier, elle est ensuite régisseuse-stagiaire au Festival d’Avignon, assistante de Raymond Rouleau au théâtre du Gymnase, de Georges Wilson au Théâtre national populaire (TNP). Elle a traduit La Célestine de Fernando de Rojas, mise en scène par Antoine Vitez en 1989, puis dans une autre version par Christian Schiaretti au TNP en 2011, ainsi que des œuvres du Siècle d'or espagnol (Calderón de la Barca, Lope de Vega).

#### Écriture
En 1973, elle publie son premier roman d’éducation, Minuit sur les jeux,,. À partir de Petites Formes en prose après Edison (1987), elle alterne romans, essais et autres écrits.
Elle obtient le prix Femina en 1983 pour Riche et légère, le prix François-Mauriac en 1990 pour Etxemendi, le grand prix du roman de la Ville de Paris en 1999 et le prix de l’Essai de l’Académie française pour Dit Nerval.
Avec Jacques Roubaud, elle compose un cycle de dix pièces, Graal théâtre, sur la « matière de Bretagne ».

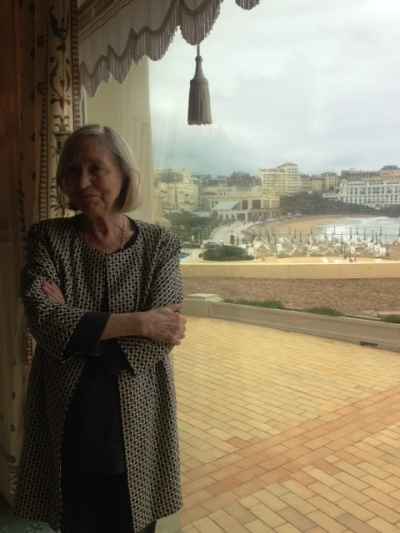
Florence Delay à Biarritz (2021).

Elle a été juré du prix Femina (1978-1982), membre du comité de lecture des éditions Gallimard (1979-1987), membre du conseil de rédaction de la revue Critique (1978-1995), chroniqueuse dramatique de La Nouvelle Revue française (1978-1985), membre du comité de lecture de la Comédie-Française (2002-2006).

### Honneurs
Elle est élue à l’Académie française le 14 décembre 2000 au fauteuil de Jean Guitton (10e fauteuil),.
Elle est membre correspondante de l'Académie royale espagnole.

### Vie privée
Divorcée, elle s'est remariée avec le producteur de cinéma Maurice Bernart.

## Décorations
- Commandeure de la Légion d'honneur[12]
- Commandeure de l'ordre national du Mérite[4]
- Commandeure de l'ordre des Arts et des Lettres[4]

## Œuvres

### Romans
- Minuit sur les jeux, Gallimard, 1973
- Le Aïe aïe de la corne de brume, Gallimard, 1975
- L'Insuccès de la fête, Gallimard, 1980 Prix Ève-Delacroix
- Riche et Légère, Gallimard, 1983 Prix Femina
- Course d’amour pendant le deuil, Gallimard, 1986
- Etxemendi, Gallimard, 1990 Prix François-Mauriac
- La Fin des temps ordinaires, Gallimard, 1996
- Trois désobéissances, Gallimard, 2004
- Un été à Miradour, Gallimard, 2021

### Essais et proses diverses
- Petites Formes en prose après Edison, Paris, Hachette, coll. « Textes du XXe siècle », 1987 ; rééd. augmentée, suivie d’un Éloge de la vie brève, Fayard, 2001
- Les Dames de Fontainebleau, Franco Maria Ricci, 1987 [avec une introduction de Patrick Mauriès, Il me semble, mesdames par Florence Delay et un commentaire iconographique par Sylvie Béguin et Alessandro Tossi]
- La Sortie au jour (palimpseste) dans Le Livre sacré de l'ancienne Égypte, commenté par Edmund Doddelinger, Philippe Lebaud, 1987
- Partition rouge, poèmes et chants des Indiens d’Amérique du Nord, avec Jacques Roubaud, Le Seuil, 1988
- Catalina. Enquête, Paris, Le Seuil, 1994
- Œillet rouge sur le sable, éditions Fourbis, 1994, [dessins de Francis Marmande] ; rééd. Farrago/Éditions Léo Scheer, 2002
- La Séduction brève, Gallimard, 1997 [constitué de neuf essais : « Ce qui insiste », « La séduction brève », « Rose, chiens et maris (Gertrude Stein) », Moments de génie (Ramón Gómez de la Serna) », « Sur le front du bonheur (Jean Giraudoux) », « Dans le rond (José Bergamín)», « Le roman : oui ou non ? (Georges Bernanos) », « La conversion par la lecture »]
- Dit Nerval, Gallimard, coll. « L’un et l’autre », 1999 Grand prix du roman de la Ville de Paris
Prix de l’essai de l’Académie française
- Discours de réception à l’Académie française et réponse d’Hector Bianciotti, Gallimard, 2003
- Mon Espagne or et ciel, Hermann, 2008
- Jeanne ou le langage de France (discours commémoratif prononcé à Rouen le 3 juin 2007), Triartis, coll. « Paroles immortelles », 2009
- Mes cendriers, Gallimard, 2010
- Discours de réception de Mgr Claude Dagens à l'Académie française et réponse de Florence Delay, éditions du Cerf, 2011
- Discours de l'épée, Triartis, coll. « Paroles immortelles », 2012
- Il me semble, mesdames, Gallimard, 2012
- La Vie comme au théâtre, Gallimard, 2015
- Sept saisons, chroniques théâtrales 1978-1985, Gallimard, coll. « Les Cahiers de la NRF », 2015
- Haute couture, Gallimard, 2018
- Il n'y a pas de cheval sur le chemin de Damas, Le Seuil, coll. « La Librairie du XXIe siècle », 2022
- Zigzag, Le Seuil, coll. « La Librairie du XXIe siècle », 2023

### Livres d'artiste, livres à édition limitée
- Thérèse d'Avila, Un poème de Sainte Thérèse sur ces mots dilectus meus mihi, Alès, éditions PAB, 1956
- Federico García Lorca, Chanson avec mouvement, Alès, éditions PAB, 36 ex., 1957
- Revenante, texte ayant fait l’objet d’un livre-collages de Bertrand Dorny, 10 ex., HC, signés par l’auteur et l'artiste, Paris, juillet 2011
- Bouquets, texte ayant fait l'objet d'un livre-collage de Bertrand Dorny, 10 ex., HC, signés par l'auteur et l'artiste, Paris, janvier, 2013

### Théâtre
- Graal Théâtre, Gauvain et le chevalier vert, Lancelot du lac, Perceval le gallois, L’Enlèvement de Guenièvre, en collaboration avec Jacques Roubaud, Gallimard, 1977
- Graal Théâtre, Merlin l’Enchanteur, Gauvain et le Chevalier vert, Lancelot du Lac, en collaboration avec Jacques Roubaud, Approches « Répertoire » no 4, no 5, no 6, collection du répertoire du Nouveau Théâtre de Marseille compagnie Marcel Maréchal, 1979
- Graal Théâtre, Joseph d’Arimathie, Merlin l’Enchanteur, en collaboration avec Jacques Roubaud, Gallimard, 1981
- Graal Théâtre, en collaboration avec Jacques Roubaud, édition revue et augmentée, Gallimard, 2005 [dix pièces : Joseph d’Arimathie, Merlin l’Enchanteur, Gauvain et le chevalier vert, Lancelot du lac, Perceval le gallois, L’Enlèvement de la reine, Morgane contre Guenièvre, Fin des temps aventureux, Galaad ou la Quête, La tragédie du roi Arthur]

### Œuvres de fiction collective
- Marco Polo ou le Nouveau Livre des Merveilles, roman/feuilleton, avec Jean-Marie Adiaffi, Sony Labou Tansi, Jacques Savoie, Louis Caron, Jacques Lacarrière, Bertrand Visage et la participation de Italo Calvino et d'Umberto Eco, Circa/Solin, 1985
- L’Hexaméron, avec Michel Chaillou, Michel Deguy, Natacha Michel, Jacques Roubaud et Denis Roche, Le Seuil, coll. « Fiction & Cie », 1990
- Semaines de Suzanne, avec Patrick Deville, Jean Echenoz, Sonja Greenlee, Harry Mathews, Mark Polizzotti, Olivier Rolin, Les Éditions de Minuit, 1991

### Traductions
- José Bergamín, La Décadence de l’analphabétisme, La Délirante, 1988
- José Bergamín, La Solitude sonore du toreo, Le Seuil, coll. « Fiction & Cie », 1989 ; repris chez Verdier Poche, 2008
- José Bergamín, Beauténébreux, La Délirante, 1999.
- Pedro Calderón de la Barca, Le Grand Théâtre du Monde suivi de Procès en séparation de l’Âme et du Corps, l’Avant-Scène théâtre, no 1154, mai 2004
- Arnaldo Calveyra, L’Éclipse de la balle, Actes Sud-Papiers, 1987
- Arnaldo Calveyra, Anthologie personnelle, poèmes, traduits avec Laure Bataillon, et Françoise Pradelet, Actes Sud, 1994
- Arnaldo Calveyra, L'Homme du Luxembourg, édition bilingue, coll. « Un endroit où aller », 1998
- Lucas Fernández, Acte de la Passion dans Théâtre espagnol du XVIe siècle, Bibliothèque de la Pléiade, Gallimard, 1983
- Juana Inés de la Cruz, Le Divin Narcisse précédé de Premier Songe et autres textes, avec Frédéric Magne et Jacques Roubaud, Gallimard, 1987
- Federico García Lorca, Six poèmes galiciens, Raina Lupa, 1998
- Ramón Gómez de la Serna, Les Moitiés, en collaboration avec Pierre Lartigue, Christian Bourgois, coll. « Le Répertoire de saint Jérôme », 1991
- Fernando de Rojas, La Célestine, version courte, Actes Sud Papiers, 1989 et 2007 ; nouvelle traduction, L'Avant-Scène théâtre, no 1300, mars 2011 ; éditions Des femmes-Antoinette Fouque, coll. « Bibliothèque des voix », 2018
- Lope de Vega, Pedro et le Commandeur, L'Avant-Scène Théâtre, no 1214, décembre 2006
- « Qui comme Yhwh » (avec Maurice Roger), « Livre des fêtes », « Yhwh se souvient », « Livre de mon émissaire » (avec Armand Sérandour), « D'après Jean », « 1re lettre de Jean », « 2e lettre de Jean », « 3e lettre de Jean » (avec Alain Marchadour) dans La bible, Paris, Bayard, 2001

### Livres-audio
- Florence Delay, Il me semble, mesdames, lu par l'auteur, éditions Des femmes-Antoinette Fouque, coll. « Bibliothèque des voix », 2016
- Silvina Ocampo, La Promesse (trad. d'Anne Picard), lu par Florence Delay, éditions Des femmes-Antoinette Fouque, coll. « Bibliothèque des voix », 2018
- Voix de femmes d'hier et d'aujourd'hui pour demain (Florence Delay lit des textes de Christine de Pizan, Nicole Estienne, Jacquette Guillaume, Flora Tristan), éditions Des femmes-Antoinette Fouque, coll. « Bibliothèque des voix », 2019

## Cinéma

### Actrice
- 1962 : Procès de Jeanne d'Arc, de Robert Bresson (sous le nom de Florence Carrez)
- 1969 : Le Jouet criminel, d’Adolfo Arrieta
- 1973 : L'Ambassade, de Chris Marker
- 1975 : Mort de Raymond Roussel, court métrage de Maurice Bernart
- 1979 : Écoute voir, de Hugo Santiago
- 1982 : Sans soleil, de Chris Marker (voix off)
- 2000 : Lazare parmi nous, de Jean-Luc Alpigiano et Jacques Loiseleux (voix off)
- 2022 : L'Amitié, d'Alain Cavalier (elle-même)

### Coscénariste ou adaptatrice
- 1970 : Reportage sur un squelette, ou masques et bergamasques, de Michel Mitrani
- 1980 : Le Voyage en douce, de Michel Deville
- 1981 : Les Ailes de la colombe, de Benoît Jacquot, d'après le roman de Henry James
- 1981 : Eaux profondes, de Michel Deville
- 1996 : Les Années Arruza, d'Emilio Maillé, FIPA d'or à Biarritz en 1997.

## Théâtre

### Assistante
- 1963 : régisseur stagiaire, Festival d'Avignon
- 1963 : assistante de Raymond Rouleau, Le Fil rouge d'Henry Denker, Théâtre du Gymnase
- 1963-1964 : assistante de Georges Wilson, TNP

### Sur scène
- 1980 : Fable de Guillaume Apollinaire, montage poétique de Georges-Emmanuel Clancier, mise en scène de Pierre Tabard, (3-12 nov., 1980), Centre Georges-Pompidou
- 1982-1984 : Freshwater de Virginia Woolf, mise en scène de Simone Benmussa. L’originalité de cette création, qui ne connut que deux représentations à Paris, au Centre National Georges-Pompidou, le 15 décembre 1982 et le 7 novembre 1984, au Théâtre du Rond-Point, tient à ce qu'elle fut interprétée exclusivement par des écrivains. Parmi ceux-ci : Eugène et Rodica Ionesco, Nathalie Sarraute, Florence Delay, Guy Dumur, Jean-Paul Aron, Viviane Forrester ou Joyce Mansour, Alain Robbe-Grillet ou Michel Deguy, Alain Jouffroy ou Tom Bishop. Cette pièce fit l'objet d'une tournée à Londres (novembre 1983), à Spolète, (Italie, 4 juillet 1984) et à New York (20 octobre 1983). Florence Delay interprétait Ellen Terry
- 1986 : Les Beaux inconnus. Poètes du XVIe et du XVIIe siècle, Chapelle des Cordeliers, Festival d’Avignon, puis diffusion sur France Culture, avec Jany Gastaldi, Florence Delay, Pierre Lartigue, Jacques Roubaud
- 1989 : Femmes de caractère : Festival d’Avignon, puis diffusion sur France Culture, 4 émissions, producteur : Alain Trutat, avec Florence Delay et Niels Arestrup
- 2010 : La Tragédie du Roi Richard II de William Shakespeare, traduction de Frédéric Boyer, mise en scène Jean-Baptiste Sastre, Festival d'Avignon. Florence Delay interprétait l’Évêque Carlisle

### Autrice/ traductrice — mises en scène et créations
- 1979 : Graal Théâtre : Merlin l’Enchanteur, Gauvain et le Chevalier vert, Lancelot du Lac, « Trilogie de Marseille », mise en scène de Marcel Maréchal, Nouveau Théâtre national de Marseille
- 1981 : Calderón/Actes Sacramentels (montage de Juan German Schrœder), mise en scène de Victor García, Théâtre national de Chaillot
- 1987 : L’Éclipse de la balle, mise en scène de Catherine Dasté, Théâtre des Quartiers d’Ivry ; Théâtre de la Criée, Marseille (1988)
- 1989 : La Célestine (version courte), mise en scène d’Antoine Vitez, Festival d’Avignon, Théâtre national de l’Odéon
- 2001 : Partition rouge, poèmes et chants d'indiens d'Amérique, mise en scène Claude Guedj, Artistic Athévains
- 2004 : Le Grand Théâtre du Monde suivi de Procès en séparation de l’Âme et du Corps, Christian Schiaretti, Comédie-Française
- 2004 : Graal Théâtre, fiction radiophonique diffusée sur France Culture, réalisée par Catherine Lemire, avec les comédiens de la Comédie-Française (12 épisodes)
- 2005 : Les chevaliers de la Table Ronde, Fictions/Enfantines, coordination par Blandine Masson.
- 2005 : Radio Merlin, création radiophonique pour jeune public, Fictions/Enfantines enregistrée en public au théâtre du Quartz à Brest, dans le cadre du Festival Longueur d’ondes, le 26 novembre 2005, réalisation Blandine Masson (2 volets)
- 2006 : Pedro et le Commandeur, mise en scène d’Omar Porras, Comédie-Française
- 2007 : La Célestine (dedans dehors), mise en scène de Françoise Coupat, Théâtre de la Croix Rousse, Lyon
- 2007-2008 : Graal Théâtre, Lecture-spectacle, Lancelot du Lac, L’enlèvement de la reine, Morgane contre Guenièvre, Théâtre de l’Ancre, Charleroi (Belgique)
- 2010-2011 : La Célestine (nouvelle traduction), mise en scène de Christian Schiaretti, TNP Villeurbanne, Théâtre des Amandiers Nanterre
- 2011 : Graal Théâtre, Joseph d’Arimathie, mise en scène de Christian Schiaretti, TNP Villeurbanne
- 2012 : Graal Théâtre, Merlin l’Enchanteur, mise en scène de Julie Brochen et Christian Schiaretti, TNP Villeurbanne et TNS Strasbourg
- 2012 : Procès en séparation de l’Âme et du Corps, nouvelle mise en scène de Christian Schiaretti, TNP Villeurbanne
- 2013 : Gauvain et le Chevalier vert, mise en scène de Julie Brochen, TNS Strasbourg et TNP Villeurbanne
- 2014 : Perceval le Gallois, mise en scène de Christian Schiaretti, TNP Villeurbanne et TNS Strasbourg
- 2014 : Lancelot du lac, mise en scène de Julie Brochen et Christian Schiaretti, TNS Strasbourg et TNP Villeurbanne

### Documentaire
- Florence Delay – Comme un portrait, film d’Abraham Ségal, Film en Quête, Gallimard, 2005.